# Amazzoni bianche
Amazzoni bianche è un film del 1936 diretto da Gennaro Righelli.
La pellicola, una commedia degli equivoci di ambiente sportivo, è stata girata negli stabilimenti Pisorno di Tirrenia.

## Trama
In montagna, un circolo di sciatori organizza una gara per sole signorine con un vistoso premio di duecentomila lire per la prima classificata.
Una donna sposata concorre presentando i documenti della sorella nubile, provocando le ire del marito. L'uomo è oggetto delle attenzioni di un'altra delle concorrenti, ignara che sia già sposato, e provoca delle scenate di gelosia da parte della moglie che, quando viene a sapere che se n'è andato, abbandona la gara (che sta per vincere) per raggiungerlo, dimostrandogli il suo amore. Il premio lo vince l'altra ragazza.

## Produzione

### Contributi tecnici
- Canzoni di Cesare A. Bixio
- Suono di Raoul Magni

## Accoglienza

### Critica
- Filippo Sacchi, nelle pagine del Corriere della Sera del 1º gennaio 1937 « Amazzoni bianche, ha con tutti i suoi difetti d'ogni genere, una invidiabile dote che molti dei nostri film, anche più importanti non hanno: la vita. Sarà la presenza di tanta gente giovane, sarà l'atmosfera sportiva e il libero cielo dell'alpe, c'è del buonumore, gaiezza, comunicata da tutti gli attori e che fa presa negli spettatori. Il film avrebbe potuto diventare delizioso se ci fosse stato più studio nel prepararlo. Così più che un film ha l'aria di un piacevole abbozzo, con pezzi di eccellente commedia e la corsa di sci nel finale: una delle scene migliori »